# Ekrem Eddy Güzeldere
Ekrem Eddy Güzeldere (* 1973 in München) ist ein politischer Analyst, Journalist und Autor.

## Leben
Ekrem Eddy Güzeldere wuchs in München auf. Nach dem Zivildienst in Hamburg, studierte er Politikwissenschaft an der FU Berlin und der Indiana University Bloomington. Seine Diplomarbeit hatte den Titel „Zivilgesellschaft in autoritären Staaten: Türkei und Ägypten im Vergleich“. Anschließend absolvierte er das Aufbaustudium „Euromasters“ an Universitäten in Bath, Paris und Madrid.
Nach dem Studium arbeitete er im Europäischen Parlament in Brüssel und für die Kommunikationsagentur Walueurope in Rom. Seit 2005 lebt und arbeitet er in Istanbul, wo er für die Heinrich-Böll-Stiftung und die Europäische Stabilitätsinitiative (ESI) gearbeitet hat. Seit 2013 ist er freiberuflich als Journalist, politischer Analyst und Berater tätig. Zu seinen beruflichen Themen zählen die Kurdenfrage, Minderheiten, Aleviten, türkische Außenpolitik und Türkei-EU-Beziehungen. Seit Februar 2015 arbeitet er außerdem an einer Dissertation zum Thema „Türkei-Brasilien-Beziehungen unter Verwendung der Rollentheorie“ an der Universität Hamburg.
Im Dezember 2014 hat er das Buch „Brasilien - fast ohne Klischees“ veröffentlicht, ein journalistisches Buch mit Kapiteln über die Hunsrückisch sprechenden Teuto-Brasilianer, die Muslime Brasiliens, die Potiguara-Indianer in Paraíba, Gewalt gegen Frauen, den Forró und die Aufarbeitung der Militärdiktatur.

## Werke
- Zivilgesellschaft in autoritären Staaten – Ägypten und die Türkei im Vergleich. GRIN, 2000, ISBN 978-3-640-17478-2.
- Kurden in der Türkei: Kann Völkerrecht zum Frieden führen? GRIN, 2008, ISBN 978-3-640-17479-9.
- Was There, Is There, Will Be There A Kurdish Plan? In: Turkish Policy Quarterly. Band 7, Nr. 1, 2008, S. 99–110.
- Turkish Foreign Policy: From “Surrounded by Enemies” to “Zero Problems”. In: C·A·P Policy Analysis. Band 1, 2009, S. 14–19.
- Turkey: Regional elections and the Kurdish question. In: Caucasian Review of International Affairs. Band 3, Nr. 3, 2009, S. 291–306.
- Mit Gerald Knaus: Generals, Christians and Turkey’s European Revolution. In: Südosteuropa. Zeitschrift für Politik und Gesellschaft. Nr. 3, 2010, S. 363–388.
- Civilianizing Turkish policy: civil society in decision-making and civil-military relations. In: Abbas K. Kadhim (Hrsg.): Governance in the Middle East and North Africa: A Handbook. Routledge, 2013, ISBN 978-1-85743-584-9, S. 218–235.
- Brasilien – fast ohne Klischees. tredition, 2014, ISBN 978-3-7323-1521-5.
- Mit Ergin Güneş: Die Kurden und der IS. In: Welt Trends. Zeitschrift für internationale Politik. Nr. 99, Nov/Dez 2014, S. 85–91.

## Beiträge in den Qualitätsmedien
- Schweizer Radio und Fernsehen (SRF)Tagesschau
- Südwestrundfunk SWR1
- Deutsche Welle
- Frankfurter Allgemeine Zeitung
- Deutschlandradio Kultur